# Mirococcus oligadenatus
Mirococcus oligadenatus är en insektsart som beskrevs av Danzig 1982. Mirococcus oligadenatus ingår i släktet Mirococcus och familjen ullsköldlöss.
Artens utbredningsområde är Mongoliet. Inga underarter finns listade i Catalogue of Life.